# Julia Stoess
Julia Stoess (geboren 1960) ist eine deutsche Kostümbildnerin und Diplom-Designerin. Seit 2004 fertigt sie als kunsthandwerkliche Unternehmerin Modelle von Insekten und Gliederfüßern.

## Leben
Stoess wuchs in der Nordheide bei Hamburg auf. Sie studierte Design an der Hochschule für Angewandte Wissenschaften Hamburg. Nach ihrem Abschluss als Diplom-Designerin arbeitete sie fünfzehn Jahre lang als Kostümbildnerin für die Fernsehbranche, davon zehn für die deutsche Ausgabe der Fernsehsendung Sesamstraße. Nach dreijährigem Vorlauf machte sie 2004 ihr langjähriges Hobby zur Haupttätigkeit, die Herstellung von maßstäblich vergrößerten Modellen von Gliederfüßern und Insekten für Naturkundemuseen. Eine Ausbildung zur Biologiemodellmacherin hat Stoess nicht.
Trivial ist bei der Herstellung der XXL-Modelle gar nichts: bereits eine Insektenflügel-Wölbung zu hoch oder zu tief gibt meistens schon eine andere Gattung an. Bei der wochenlangen Recherche helfen ihr nicht nur ihre Terrarien, wissenschaftliche Fachbücher und -kontakte, sondern auch Makrofotografien  sowie Bilder eines Rasterelektronenmikroskops. Nach der Zerlegung des Insekts in Einzelteile sind diese präzise zu vermessen, zu zeichnen und dann in Modelliermasse maßstabsgerecht zu formen. Von den Einzelteilen nimmt sie Silikon-Negative, aus denen die Formen in Kunststoff-Harz gegossen werden. Danach folgt noch die extrem arbeitsaufwändige naturgetreue Behaarung der Insektenkörper.
Ihr erstes wissenschaftlich exaktes Modell baute Stoess im Jahr 2000: einen Rosenkäfer in 20-facher Vergrößerung. Als dieser bei der Ausstellung direkt vom Düsseldorfer Aquazoo – Löbbecke Museum gekauft wurde, bekam sie den Mut, die Selbständigkeit in diesem Bereich zwischen Hightech und Handarbeit zu wagen.
Julia Stoess lebt und arbeitet in Hamburg-Eppendorf.

## Ausstellungen
- 2008–: Insekten – Kleine Tiere ganz groß, jahrelange Wanderausstellung durch Naturkundliche Museen
- 2020: Carolas Garten mit acht XXL-Insektenmodellen von J. Stoess neben Arbeiten des Künstlers Yadegar Asisi im Panometer Leipzig (31. Januar 2020 bis Ende Februar 2021)[4][5]

## Auszeichnungen
- 2008:  WM-Silbermedaille für ihr Modell eines abfliegenden Feldmaikäfers im Maßstab 10:1 bei der Weltmeisterschaft der Präparatoren in Salzburg in der Kategorie Modelle/Reproduktionen[3]
- 2008: Land der Ideen – Auszeichnung des Eppendorfer Unternehmens Insektenmodelle Julia Stoess durch den Bundespräsidenten wegen "Ideenreichtum, Umsetzungsstärke und Mut zur Zukunft" (Jury)
- René-Lanooy-Förderpreis für außergewöhnliche Leistungen auf dem Gebiet der Präparationstechnik für die Dokumentation über die Gestaltung ihres Maikäfermodells im Maßstab 10:1.[1]

## Belege
1. 1 2 3  Kurzbiografie von Julia Stoess, René-Lanooy-Förderwerk Marburg, abgerufen am 16. Juni 2020.
2. 1 2  Mach die Fliege!, taz vom 5. Februar 2007, abgerufen am 16. Juni 2020.
3. 1 2  Insektenmodelle: Hamburger Maikäfer holt WM-Silber in Salzburg, Die Welt vom 23. Februar 2008, abgerufen am 16. Juni 2020.
4. ↑  Carolas Garten, panometer.de, abgerufen am 16. Juni 2020.
5. ↑  Riesen-Insekten im Leipziger Panometer, MDR vom 31. Januar 2020, abgerufen am 18. Juni 2020.

| Personendaten    | Personendaten                         |
| ---------------- | ------------------------------------- |
| NAME             | Stoess, Julia                         |
| KURZBESCHREIBUNG | deutsche Designerin und Unternehmerin |
| GEBURTSDATUM     | 1960                                  |